# 尖吻鱥
尖吻鱥（学名：Phoxinus oxyrhynchus）為輻鰭魚綱鯉形目雅羅魚科鱥屬的魚類，分布於亞洲朝鮮半島淡水流域，本魚體延長，生活習性不明。